# Rumeur
Pour les articles homonymes, voir Rumeur (homonymie).

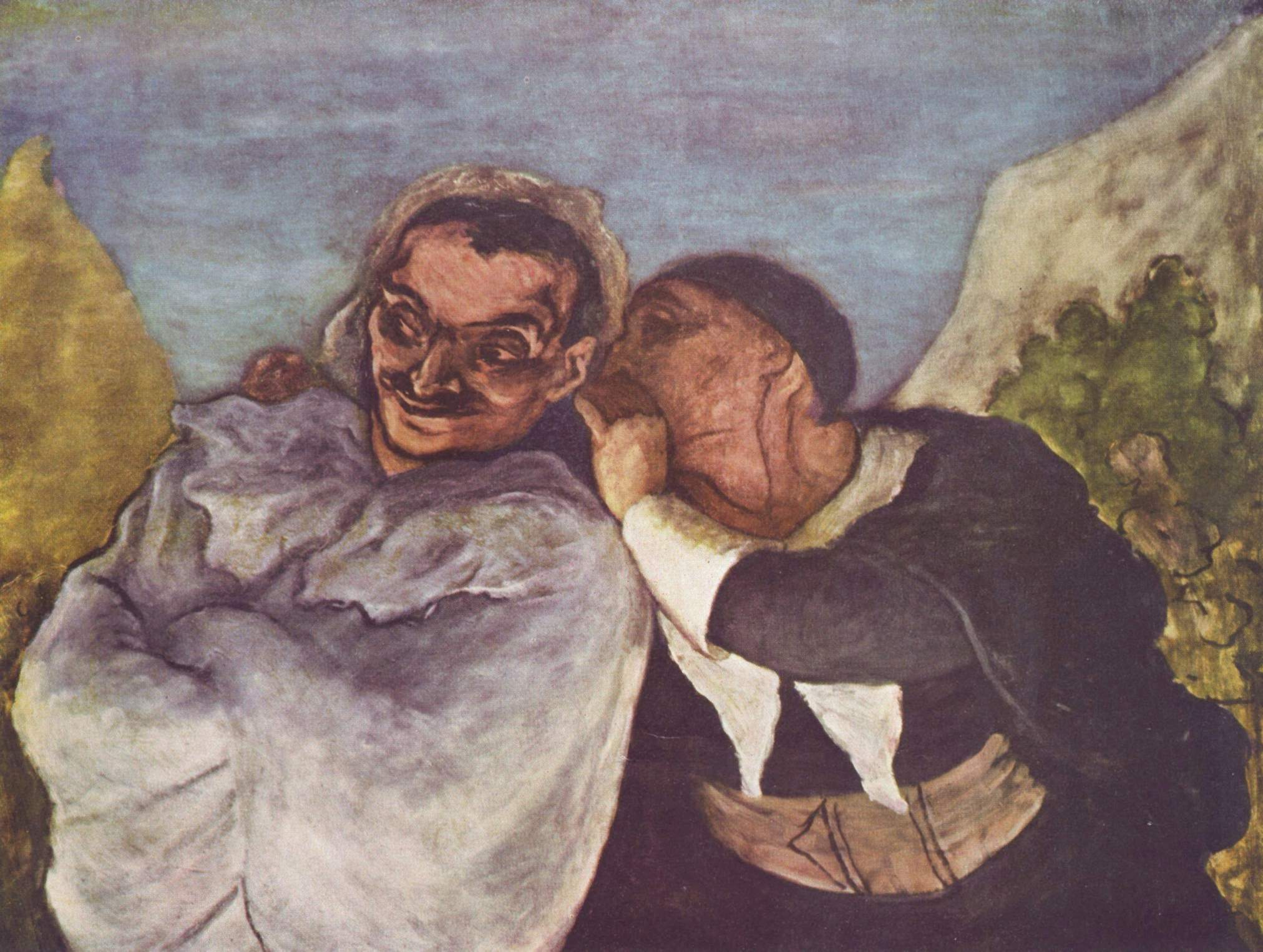
Crispin et Scapin par Honoré Daumier.

Une rumeur est un phénomène de transmission large d'une histoire à prétention de vérité et de révélation par tout moyen de communication formel ou informel. Cette définition recouvre :
- les fausses informations, infox (fake news), erreurs journalistiques et manœuvres de désinformation, pourvu qu'elles soient révélées a posteriori et fassent controverse ;
- les préjugés, quand ils sont racontés et non seulement assénés — c'est pourquoi on a pu parler en particulier des Protocoles des Sages de Sion comme d'une « rumeur » antisémite ;
- la propagande, quand elle prend appui sur des histoires de vie, des cas exemplaires, des théories globales ;
- le canular, quand il n'est pas encore révélé — ainsi certains auteurs parlent-il de l'émission radiodiffusée en 1938 d'Orson Welles sur la « Guerre des mondes » comme d'une rumeur[1] ;
- certaines formes de théorie du complot, quand la narration importe davantage que la révélation ;
- la légende contemporaine ou légende urbaine, quand elle perd son côté purement anecdotique et se trouve au centre de controverses, en particulier médiatique — exemple : longtemps classée « légende contemporaine », l'histoire du « terroriste au grand cœur » s'est vu affubler du qualificatif de « rumeur » peu après les attentats américains du 11 septembre 2001 [un homme prévenait de l'imminence d'un attentat une bonne âme responsable d'une bonne action] ;
- la communication virale (dite marketing viral), quand le produit promu disparaît sous la (trop) « bonne histoire ».

Les rumeurs peuvent faire partie de techniques d'influence dans le cadre de stratégies de diversion.

## Histoire du concept
Le concept a pour origine les recherches de psychologie judiciaire entreprises à partir de 1902 par l'Allemand William Stern, qui, le premier, a exposé le « protocole expérimental » de la rumeur. Celui-ci est devenu depuis lors l'un des exemples les plus classiques de la psychologie sociale (et des colonies de vacances, grâce à son côté ludique) : il s'agit de créer une « chaîne de sujets », qui se passent une histoire de bouche à oreille, sans droit à la répétition ou à l'explication ; à la fin, on compare l'histoire racontée par le premier sujet et celle racontée par le dernier ; naturellement, l'histoire est au mieux tronquée, au pire déformée.
William Stern n’a pas poursuivi pas ses recherches plus avant, mais il voit passer dans son laboratoire un jeune étudiant américain, Gordon Allport, qui reprend les recherches à partir de 1945 et en fait un immense succès de librairie. Le concept parvient enfin en France à la fin des années 1950, par le truchement d'un cours en Sorbonne donné par Guy Durandin.

## Mécanismes de la rumeur
En 1947, les psychologues Allport & Postman ont repéré trois processus complémentaires au cours de la transmission le long d'une chaine de sujets, en laboratoire :
- un processus de réduction : le message initial est simplifié. Sur un message comprenant 100 détails, seulement 70 sont conservés à la première retransmission, 54 à la deuxième, etc. jusqu'à 36 à la cinquième version. Ce phénomène d'oubli peut se poursuivre de telle sorte à transformer le message en slogan ;
- un processus d'accentuation : les personnes retiennent préférentiellement certains détails ou même ajoutent des explications au récit afin d'en renforcer la cohérence ou l'impact ;
- un processus d'assimilation : les personnes s'approprient le message en fonction de leurs valeurs, croyances ou émotions. Ce phénomène de sélection est à l'origine de la déformation de la rumeur.

Quand elles sont médiatisées, les rumeurs empruntent un chemin plus complexe : après diffusion, elles sont endossées ou non par un « guide d'opinion » dans un « groupe d'appartenance », selon la théorie de la communication à double étage du sociologue américain Paul Lazarsfeld. Cette personne influence les personnes efficacement en mettant en jeu une de ces trois implications : l'implication d'identification personnelle (la rumeur concerne directement la personne), de valorisation de l'enjeu (la rumeur est importante) et de capacité d'action (la personne peut agir sur cette rumeur).
La majorité des rumeurs sont produites spontanément et ne sont pas le fruit d'un complot. L'origine est multiple : un mensonge, une « parole en l'air », une mauvaise blague, un fait divers, un hasard de communication… La rumeur offre parfois une explication simplifiée et rassurante de certains problèmes de société, expliquant ainsi son succès. Quand des histoires ou des rumeurs avec un élément de surprise sont répétées et déformées, les faits et les personnes de l'histoire changent graduellement, sauf l'élément de surprise.
Certaines rumeurs, notamment à l'approche d'élections, sont le résultat d'opérations concertées de communication politique, visant à discréditer un opposant ou encore de faire passer un programme politique.
Le démenti n'est pas toujours la solution. Ceci a été développé de manière humoristique par l'écrivain de Fantasy Terry Pratchett dans Les tribulations d'un mage en Aurient[à développer]. Par ailleurs, les nouvelles technologies modifient le rapport à la circulation de l'information, et de la rumeur en particulier, en ce qu'elle augmente sa vitesse et son espace de diffusion, mais autorise un meilleur contrôle grâce à la possibilité de vérifier en direct.
La rumeur fait partie des techniques de manipulation dans le cadre du harcèlement moral, puni par la loi. Les rumeurs peuvent être lancées par une seule personne, ou par des groupes dans le cas du harcèlement en réseau.

## Quelques rumeurs historiques
Bien que rarement nommées comme telles, le phénomène de rumeur est souvent évoqué par les historiens à propos des deux premières années de la Restauration (1814-1816), en particulier autour de l'éventuel retour de Napoléon Ier (effectivement revenu au milieu de la période concernée). Parfois simples, parfois enrichies de détails farfelus, elles provoquent l’adoption de deux lois pour lutter contre ce mouvement :
- la loi de sûreté générale du 29 octobre 1815 ;
- la loi du 9 novembre 1815 sur les cris et écrits séditieux.

La loi de 1815 permit la condamnation de centaines de personnes, le plus souvent à trois mois de prison, sans compter une amende et la mise sous surveillance dite de haute police. La première loi permettait d’interner sans procès toute personne suspecte, sur simple décision administrative : des centaines de personnes furent là aussi concernées. Le climat favorisant ces rumeurs tient à plusieurs facteurs. D’abord, les transitions de régime (trois en une quinzaine de mois) font que ces nouveaux régimes n’inspirent pas de confiance, ce qui crée de l’incertitude. Cette incertitude est renforcée par des inquiétudes, notamment chez les acquéreurs de biens nationaux. De plus, le pouvoir royal est pris dans des contradictions entre la Charte, libérale politiquement, et le personnel qui le soutient, plus réactionnaire, tout comme l’ensemble du cérémonial entourant la royauté. Cela inquiète sur d’autres sujets tenant au maintien ou non des mesures prises sous la Révolution et l’Empire. La disette de 1816 n’arrange pas les choses. Les militaires eux aussi sont dans une grande incertitude quant à leur avenir. Enfin, l’Empire napoléonien avait préparé la situation, en gelant l’espace public, notamment par le contrôle très strict de la presse : l’inexistence d’un système journalistique fiable et indépendant avait donné plus d’importance aux moyens d’informations alternatifs.

## Expressions françaises rattachées
- L'homme qui a vu l'homme qui a vu l'ours : se dit d'une histoire dont la source n'est pas de première main, et qui généralement n'est pas vérifiable, parfois à la base de la rumeur.
- Le téléphone arabe : expression péjorative, née dans les méandres du conflit franco-algérien (premières occurrences repérées au début des années 1960[9]), désignant une information véhiculée de bouche à oreille ayant toutes les chances d'être déformée en cours de route, sans possibilité de vérifier son intégrité en bout de chaîne.
- Radio-moquette, radio-couloir (dans le milieu des entreprises) ; « radio ballast » au sein du chemin de fer ; radio-bidasse (à l'armée) ; radio-cocotier, radio-trottoir (dans le milieu des journalistes) sont des expressions également péjoratives pour désigner la diffusion d'une nouvelle apparentée à la rumeur.
- Radio bouche pour les Créoles, radio bois-patate en Guadeloupe